# زلونتشیتسه
زلونتشیتسه (به لاتین: Zlončice) یک منطقهٔ مسکونی در جمهوری چک است که در شهرستان میلنیک واقع شده‌است. زلونتشیتسه ۴٫۶۶ کیلومتر مربع مساحت دارد.